# Hipposideros khaokhouayensis
Hipposideros khaokhouayensis is een vleermuis uit het geslacht Hipposideros die voorkomt in Midden-Laos. Binnen dat geslacht behoort hij tot de H. bicolor-groep.
Zowel genetische als morfologische gegevens wijzen er op dat deze soort nauw verwant is aan Hipposideros rotalis, die ook uit Laos komt. Ook de Soendaïsche soorten Hipposideros ridleyi en Hipposideros orbiculus lijken sterk op H. rotalis en H. khaokhouayensis, maar genetisch blijken ze tot een andere subgroep binnen de H. bicolor-groep te behoren. Dit is een goed voorbeeld van convergente evolutie. Er zijn in totaal acht exemplaren bekend. Daarvan zijn er vier gevangen bij de rivier Nam Leuk in de Khao Khouay National Biodiversity Conservation Area, waaronder het holotype, en vier bij Ban Nampe, in de buurt van Vang Vieng in de provincie Vientiane.
H. khaokhouayensis is een middelgrote soort voor zijn geslacht. De rugvacht is lang en bruin, de buikvacht is lichtbruin. Van de meest gelijkende soort, H. rotalis, verschilt hij door het bezit van een kleiner en smaller neusblad, dat ook in enkele andere kenmerken verschilt. De frequentie van de echolocatieroep van H. khaokhouayensis is ook hoger (87 tot 91 kHz). De kop-romplengte bedraagt 44,13 tot 49,98 mm, de staartlengte 34,95 tot 37,51 mm, de achtervoetlengte 7,10 tot 8,27 mm, de oorlengte 24,36 tot 25,24 mm, de voorarmlengte 45,54 tot 48,22 mm en het gewicht 7,7 tot 9,6 gram.